# Seabourn Odyssey
Die Seabourn Odyssey ist ein ehemals von der Reederei Seabourn Cruise Line betriebenes Kreuzfahrtschiff. Sie wurde von den norwegischen Schiffsarchitekten Petter Yran und Björn Storbraaten entworfen und ist das Typschiff der aus drei Einheiten bestehenden Odyssey-Klasse. Seit 2024 gehört das Schiff zur Flotte von MOL Cruises und trägt den Namen Mitsui Ocean Fuji.

## Geschichte

### Bau und Indienststellung
Die Kiellegung der Seabourn Odyssey mit der Baunummer MAR062 fand am 16. Juli 2007 auf der Cimolai-Werft in San Giorgio di Nogaro statt. Bei der traditionellen Münzzeremonie wurden ein US-Silberdollar und ein italienisches 1-Euro-Stück eingeschweißt. Der Rumpf entstand in zwei Hälften, die in Rijeka (Kroatien) miteinander verbunden und anschließend zu der Werft T. Mariotti  nach Genua geschleppt wurden. Dort erfolgte die Montage der Aufbauten sowie Ausbau und Fertigstellung. Die Testfahrten auf See begannen am 23. Mai 2009 und wurden Mitte Juni abgeschlossen. Die Taufzeremonie fand am 24. Juni 2009 in Venedig statt. Als Taufpaten fungierten alle Passagiere, die bei der Jungfernfahrt an Bord waren. Die Seabourn Odyssey ist mit 32.346 BRZ vermessen und war damit das kleinste Kreuzfahrtschiff, das im Jahr 2009 in Dienst gestellt wurde.

### Einsatz
Diversen Mittelmeerkreuzfahrten folgte die erste Atlantiküberquerung mit dem Zielhafen Port Everglades (Fort Lauderdale, Florida), wo das Schiff am Morgen des 10. November 2009 eintraf. Am 5. Januar 2010 lief die Seabourn Odyssey zu ihrer ersten Weltkreuzfahrt aus, die nach 108 Tagen in Piräus (Griechenland) endete. Die Preise wurden von der Reederei zwischen 39.000 und 363.700 Euro angegeben.
Im März 2023 wurde bekannt, dass das Schiff an die japanische Mitsui O. S. K. Line verkauft wurde, welche bereits die Nippon Maru einsetzt. Es werde aber noch bis August 2024 für Seabourn fahren und erst im Dezember desselben Jahres als Mitsui Ocean Fuji für die neue Marke Mitsui Ocean Cruises in Dienst gehen. Die Bereederung soll durch V.Ships erfolgen. Das Schiff wurde im September 2024 an MOL Cruises übergeben und erhielt anschließend den Namen Mitsui Ocean Fuji. Es wurde am 1. Dezember desselben Jahres in Yokohama in Dienst gestellt. Die Taufe fand kurz darauf in Tokio statt.

## Maschinenanlage und Antrieb
Die Seabourn Odyssey ist mit einer dieselelektrischen Maschinenanlage ausgestattet, die in zwei voneinander unabhängige Gruppen aufgeteilt ist. Vier Dieselmotoren treiben Generatoren an, die das Schiff mit elektrischer Energie versorgen. Bei den Turbodieselmotoren handelt es sich um 12-Zylinder-V-Motoren aus der Baureihe 32 (B3-Konfiguration) des finnischen Herstellers Wärtsilä. Jeder Motor hat einen Hubraum von ca. 386 Litern, der Zylinderwinkel beträgt 55°. Die Abwärme der Maschinenanlage wird als Prozesswärme unter anderem für die Wasseraufbereitung genutzt. Die Generatoren stammen vom VEM Sachsenwerk und entwickeln bei einer Spannung von 6.600 Volt eine Leistung von 6.920 kVA. Jede Motor-Generator-Einheit hat eine Masse von ca. 110 Tonnen.
Die Propellermotoren sind räumlich getrennt von der übrigen Maschinenanlage im Rumpf eingebaut und treiben über Wellenanlagen jeweils einen Wärtsilä-5-Blatt-Festpropeller an. Um eine Verschmutzung des Meeres zu vermeiden, werden die Lager der Propellerwellen mit Seewasser geschmiert.

## Kabinen und Bordeinrichtungen
Mit einem Raumverhältnis von 71,9 BRZ/Passagier ist die Seabourn Odyssey sehr großzügig konzipiert (zum Vergleich: das Raumverhältnis der Queen Mary 2 liegt bei 57,4 BRZ/Passagier). Auf dem Schiff befinden sich 225 außenliegende Suiten, die zu 90 Prozent über eine eigene Veranda verfügen und eine Grundfläche von 27,5 bis 110 m² haben. Sie verfügen über einen Wohn- und Schlafbereich und sind unter anderem mit einem Unterhaltungs-, Kommunikations- und Informationssystem ausgestattet, das von Lufthansa Systems entwickelt wurde. Die Suiten sind in sieben Kategorien aufgeteilt:
- Grand Wintergarden Suite
- Wintergarden Suite
- Grand Signature Suite
- Signature-Suite
- Owner’s Suite
- Penthouse Suite
- Veranda Suite
- Seabourn Suite

An Bord der Seabourn Odyssey gibt es vier verschiedene Restaurants („The Restaurant“, „The Grill“, „The Colonnade“ und „Patio Grill“) und eine Kaffee-Bar. Der Wellness-Bereich erstreckt sich auf einer Fläche von über 1.000 m² über zwei Decks. Auf den Freidecks stehen zwei Pools und mehrere Whirlpools zur Verfügung. Eine Besonderheit ist die ausfahrbare Marina im Heck des Schiffes.

## Trivia
Im „Berlitz Complete Guide to Cruising & Cruise Ships 2010“ wurde die Seabourn Odyssey mit 1.787 von 2.000 Punkten bewertet und gehört damit zu den besten Kreuzfahrtschiffen der Welt.